# Jón Jónsson (1849–1920)
Jón Jónsson, född 12 augusti 1849 i Hrútafjörður, död 21 juli 1920, var en isländsk präst och historiker.
Jón Jónsson blev student 1869, candidatus theologiae 1874, blev samma år präst i Bjarnanes och 1891 i Stafafell i Austur-Skaftafellssýsla. Han gjorde sig känd genom olika avhandlingar om Islands och Norges forn- och sagohistoria (främst Ragnar Lodbroks saga), som vittnar om stor belästhet och grundlighet. De publicerades dels i "Tímarit Hins íslenzka Bókmenntafélags", dels i "Arkiv for nordisk Filologi". En av hans mest omfattande avhandlingar är en samling av isländska personnamn med förklaringar (om dock inte alltid är lyckade), i "Safn til sögu Islands", III. Han gav även framställning av vikingatågen Vikingasaga (1914–1915). Han var medlem av alltinget 1885 och 1892–1900.